# Massaker von Józefów

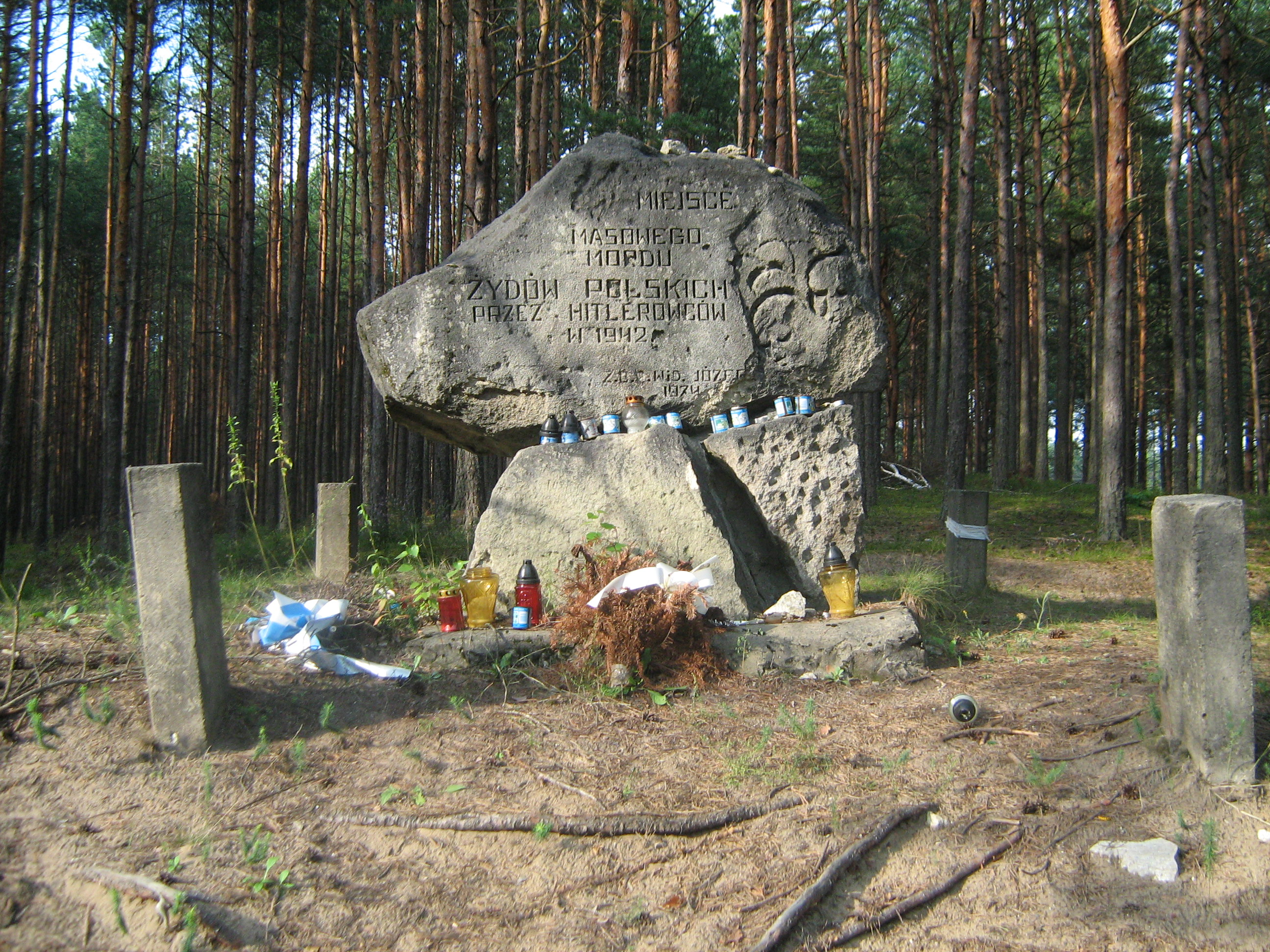
Monument in Józefów (Winiarczykowa Góra)

Das Massaker von Józefów fand am 13. Juli 1942 im Rahmen des Holocaust an den Juden des polnischen Ortes Józefów statt. Das Massaker geht auf einen direkten Befehl des SS- und Polizeiführers (SSPF) des Distrikts Lublin im Generalgouvernement Odilo Globocnik zurück. Globocnik oder ein Mitglied seines Stabes befahl dem Kommandeur des Reserve-Polizei-Bataillon 101, Major Wilhelm Trapp, die Juden des Ortes „zusammenzufassen“. Anders als bei vorangegangenen Aktionen dieser Art sollte jedoch nur der arbeitsfähige männliche Teil der jüdischen Bevölkerung deportiert werden. Frauen, Kinder und alte Leute sollten an Ort und Stelle erschossen werden.

## Ablauf
Am 13. Juli frühmorgens rückte das Reserve-Polizei-Bataillon 101 geschlossen nach Józefów aus. Während zwei Züge der 3. Kompanie das Dorf umstellten, mit dem klaren Auftrag, jeden zu erschießen, der einen Fluchtversuch unternahm, rückte die 1. Kompanie selbst in die Stadt ein. Ihre Aufgabe war es, die Juden zum Marktplatz zu treiben. Wer nicht Schritt halten konnte sowie gehunfähige Kranke oder Personen, die Widerstand leisteten, sollte sofort erschossen werden. Ein Großteil der Kompanie rückte danach direkt in den Wald ab, um Erschießungskommandos zu bilden. Der 3. Zug der 3. Kompanie und die gesamte 2. Kompanie sollten das Verladen der Juden auf Lastkraftwagen überwachen, damit diese zum Erschießungsort gebracht werden konnten. Etwa 300 Juden wurden als arbeitsfähig selektiert und in ein nahegelegenes Sägewerk bzw. ein Flugfeld in der Nähe von Lublin verbracht. Mindestens 1500 Juden blieben zurück und wurden im Wald erschossen.
Den Erschießungskommandos wurden jeweils gleich starke Gruppen von Juden zugeführt. Diese mussten sich auf den Boden legen. Das Bajonett als Zielhilfe benützend wurden die Juden dann erschossen. Trotz der Zielhilfe kam es zu einer erheblichen Zahl Fehlschüssen. Nach der Erschießung wurde die nächste Stelle näher zum Entladeort verlegt.

## Besonderheiten
Wohl einmalig ist in der Geschichte des Holocaust das Angebot des Bataillonskommandeurs bei der Befehlsausgabe. Im Rahmen der Befehlsausgabe erklärte Major Trapp den Männern den Sinn ihrer Aufgabe. Da die jüdische Bevölkerung mit Partisanen unter einer Decke stecke, sei der arbeitsfähige Teil sofort in Konzentrationslager zu verbringen, während der Rest sofort zu erschießen sei. Am Ende jedoch bot er an: Wer von den Älteren sich dieser Aufgabe nicht gewachsen fühle, könne beiseitetreten. Der Erste, der dieses Angebot annahm, war ein Soldat der 3. Kompanie. Dessen Führer Hauptmann Hoffmann, gleichzeitig Hauptsturmführer der SS, machte dem Mann heftige Vorwürfe. Dieser wurde jedoch von Trapp in Schutz genommen. Daraufhin meldeten sich weitere zwölf Soldaten. Im Verlauf der Erschießungen meldeten sich immer mehr Soldaten oder „verdrückten“ sich, wie sie es in ihren späteren Aussagen nannten. Damit konnte sich kein Soldat, der die Teilnahme an den Erschießungen nicht verweigerte, auf Befehlsnotstand berufen, denn die Möglichkeit zur Entscheidungsfreiheit ohne Konsequenzen war gegeben. Trapp selbst, der dieses ungewöhnliche Angebot machte, ist auch nie zum Ort der Erschießung gekommen, um seine Männer zu kontrollieren oder zu beaufsichtigen. Laut Zeugenaussagen hielt er sich den gesamten Tag über in der Schule von Józefów auf, die ihm als Befehlsstand diente.

## Gerichtliche Folgen in der Nachkriegszeit
In den Jahren 1962 bis 1967 wurden im Rahmen einer großen Aufarbeitung der Verbrechen im Distrikt Lublin auch die Verbrechen des Reserve-Polizeibataillons 101 behandelt. Dazu zählten neben dem Massaker auch Erschießungen in Serokomla und Łomazy sowie Miedziercek und anderen Städten. Das Polizeibataillon zeichnet für insgesamt mehr als 38.000 Tote verantwortlich. Die untersuchenden deutschen Behörden vernahmen 210 Bataillonsangehörige. Gegen 14 von ihnen wurde schließlich Anklage erhoben. Von diesen wurden fünf verurteilt, weitere sechs zwar für schuldig befunden, aber nach richterlichem Ermessen nicht bestraft.
Zum Bataillon gehörten ab 2. Juni 1942 auch 14 Luxemburger, Mitglieder der früheren Luxemburger Freiwilligenkompanie. Über ihre Beteiligung an den Morden gibt es eine aktuelle Forschungsdebatte.